# Closed loop marketing
Closed Loop Marketing (CLM) – strategia biznesowa, której celem jest wzrost efektywności sił sprzedaży poprzez poprawienie jakości interakcji pomiędzy przedstawicielem handlowym a klientem. 

## Zasada działania
Efekt tej strategii może być osiągnięty poprzez lepsze dostosowanie przekazu promocyjnego do segmentu danego klienta oraz przebiegu wizyty sprzedażowej. 
Przy implementacji strategii stosuje się systemy klasy Closed Loop Marketing, które umożliwiają prezentowanie dowolnych treści promocyjnych na komputerach typu tablet PC i innych urządzeniach przenośnych: IPad, Smartphone, IPhone, Android. Prezentowane treści są automatycznie dostosowywane do profilu klienta w oparciu o dane z systemu CRM. 
W odróżnieniu od tradycyjnych prezentacji składających się z szeregu następujących po sobie slajdów, materiały CLM mają strukturę drzewa. Dzięki temu podczas wizyty przedstawiciel firmy może wybrać jedynie te, treści, które interesują klienta. Istotną zaletą Closed Loop Marketing jest możliwość zbierania informacji zwrotnej, przez zarząd firmy, odnośnie do stopnia wykorzystania materiałów promocyjnych. Dane te opisują liczbę wyświetleń danego ekranu oraz czas. 
Dane zawarte w systemie CLM mogą być wykorzystane między innymi do: analizy popularności określonych materiałów w danej grupie docelowej oraz pogłębionej segmentacji behawioralnej.